# Arnage
Arnage est une commune française, située dans le département de la Sarthe en région Pays de la Loire, peuplée de 5 463 habitants.
La commune fait partie de la province historique du Maine, et se situe dans le Haut-Maine.

## Géographie
Située à la sortie du Mans, en direction d'Angers, la ville d'Arnage est au carrefour d'une voie navigable, la Sarthe, d'une ancienne route nationale, la RN 23 déclassée en RD 323, de la ligne ferroviaire Caen-Le Mans-Tours, à proximité de l'aéroport Le Mans-Arnage, et des autoroutes Paris-Nantes, Paris-Rennes et Alençon-Le Mans-Tours.
Le TGV Atlantique met Arnage à une heure de Paris.
La ville est desservie par le service de transport de la SETRAM par les lignes de bus 13 et 21.

### Communes limitrophes
| Allonnes | Le Mans        |          |
| Spay     | Arnage         | Mulsanne |
|          | Moncé-en-Belin |          |

### Climat
Pour des articles plus généraux, voir Climat des Pays de la Loire et Climat de la Sarthe.
En 2010, le climat de la commune est de type climat océanique dégradé des plaines du Centre et du Nord, selon une étude du CNRS s'appuyant sur une série de données couvrant la période 1971-2000. En 2020, Météo-France publie une typologie des climats de la France métropolitaine dans laquelle la commune est dans une zone de transition entre le climat océanique et le climat océanique altéré et est dans la région climatique Moyenne vallée de la Loire, caractérisée par une bonne insolation (1 850 h/an) et un été peu pluvieux.
Pour la période 1971-2000, la température annuelle moyenne est de 11,3 °C, avec une amplitude thermique annuelle de 14,3 °C. Le cumul annuel moyen de précipitations est de 676 mm, avec 11,4 jours de précipitations en janvier et 6,7 jours en juillet. Pour la période 1991-2020, la température moyenne annuelle observée sur la station météorologique de Météo-France la plus proche, sur la commune du Mans à 9 km à vol d'oiseau, est de 12,4 °C et le cumul annuel moyen de précipitations est de 693,4 mm,. Pour l'avenir, les paramètres climatiques de la commune estimés pour 2050 selon différents scénarios d'émission de gaz à effet de serre sont consultables sur un site dédié publié par Météo-France en novembre 2022.
| Mois                                  | jan.             | fév.           | mars           | avril           | mai             | juin           | jui.           | août           | sep.            | oct.            | nov.           | déc.           | année     |
| ------------------------------------- | ---------------- | -------------- | -------------- | --------------- | --------------- | -------------- | -------------- | -------------- | --------------- | --------------- | -------------- | -------------- | --------- |
| Température minimale moyenne (°C)     | 2,7              | 2,2            | 4              | 6               | 9,7             | 12,9           | 14,6           | 14,3           | 11,2            | 8,8             | 5,2            | 2,9            | 7,9       |
| Température moyenne (°C)              | 5,5              | 5,9            | 8,7            | 11,3            | 14,9            | 18,2           | 20,3           | 20,1           | 16,7            | 13              | 8,6            | 5,9            | 12,4      |
| Température maximale moyenne (°C)     | 8,4              | 9,7            | 13,3           | 16,6            | 20,1            | 23,6           | 26             | 26             | 22,2            | 17,2            | 11,9           | 8,8            | 17        |
| Record de froid (°C) date du record   | −18,2 17.01.1987 | −17 15.02.1956 | −11,3 01.03.05 | −4,9 07.04.1956 | −3,7 07.05.1957 | 1,6 04.06.1975 | 3,9 08.07.1954 | 3,2 15.08.1956 | −0,5 21.09.1952 | −5,4 29.10.1947 | −12 23.11.1956 | −21 29.12.1964 | −21 1964  |
| Record de chaleur (°C) date du record | 17,2 27.01.03    | 21,8 27.02.19  | 25,6 31.03.21  | 30,3 17.04.1945 | 32,4 27.05.05   | 39,7 18.06.22  | 41,1 25.07.19  | 40,5 06.08.03  | 35 14.09.20     | 30,1 02.10.23   | 22,2 01.11.15  | 18,3 07.12.00  | 41,1 2019 |
| Ensoleillement (h)                    | 65               | 936            | 1 392          | 180             | 2 066           | 2 207          | 2 329          | 2 261          | 1 852           | 1 178           | 75             | 665            | 18 085    |
| Précipitations (mm)                   | 65,9             | 49,1           | 52,2           | 51,1            | 63,2            | 55,1           | 49,4           | 49             | 50,8            | 65,5            | 67,1           | 75             | 693,4     |

## Urbanisme

### Typologie
Au 1er janvier 2024, Arnage est catégorisée ceinture urbaine, selon la nouvelle grille communale de densité à sept niveaux définie par l'Insee en 2022.
Elle appartient à l'unité urbaine du Mans, une agglomération intra-départementale regroupant 19  communes, dont elle est une commune de la banlieue,,. Par ailleurs la commune fait partie de l'aire d'attraction du Mans, dont elle est une commune de la couronne,. Cette aire, qui regroupe 144 communes, est catégorisée dans les aires de 200 000 à moins de 700 000 habitants,.

### Occupation des sols
L'occupation des sols de la commune, telle qu'elle ressort de la base de données européenne d’occupation biophysique des sols Corine Land Cover (CLC), est marquée par l'importance des territoires agricoles (52,2 % en 2018), une proportion sensiblement équivalente à celle de 1990 (52,1 %). La répartition détaillée en 2018 est la suivante : 
prairies (32,1 %), zones urbanisées (24,5 %), zones industrielles ou commerciales et réseaux de communication (12 %), zones agricoles hétérogènes (10,4 %), terres arables (9,6 %), forêts (8,4 %), eaux continentales (2,3 %), espaces verts artificialisés, non agricoles (0,6 %). L'évolution de l’occupation des sols de la commune et de ses infrastructures peut être observée sur les différentes représentations cartographiques du territoire : la carte de Cassini (XVIIIe siècle), la carte d'état-major (1820-1866) et les cartes ou photos aériennes de l'IGN pour la période actuelle (1950 à aujourd'hui).

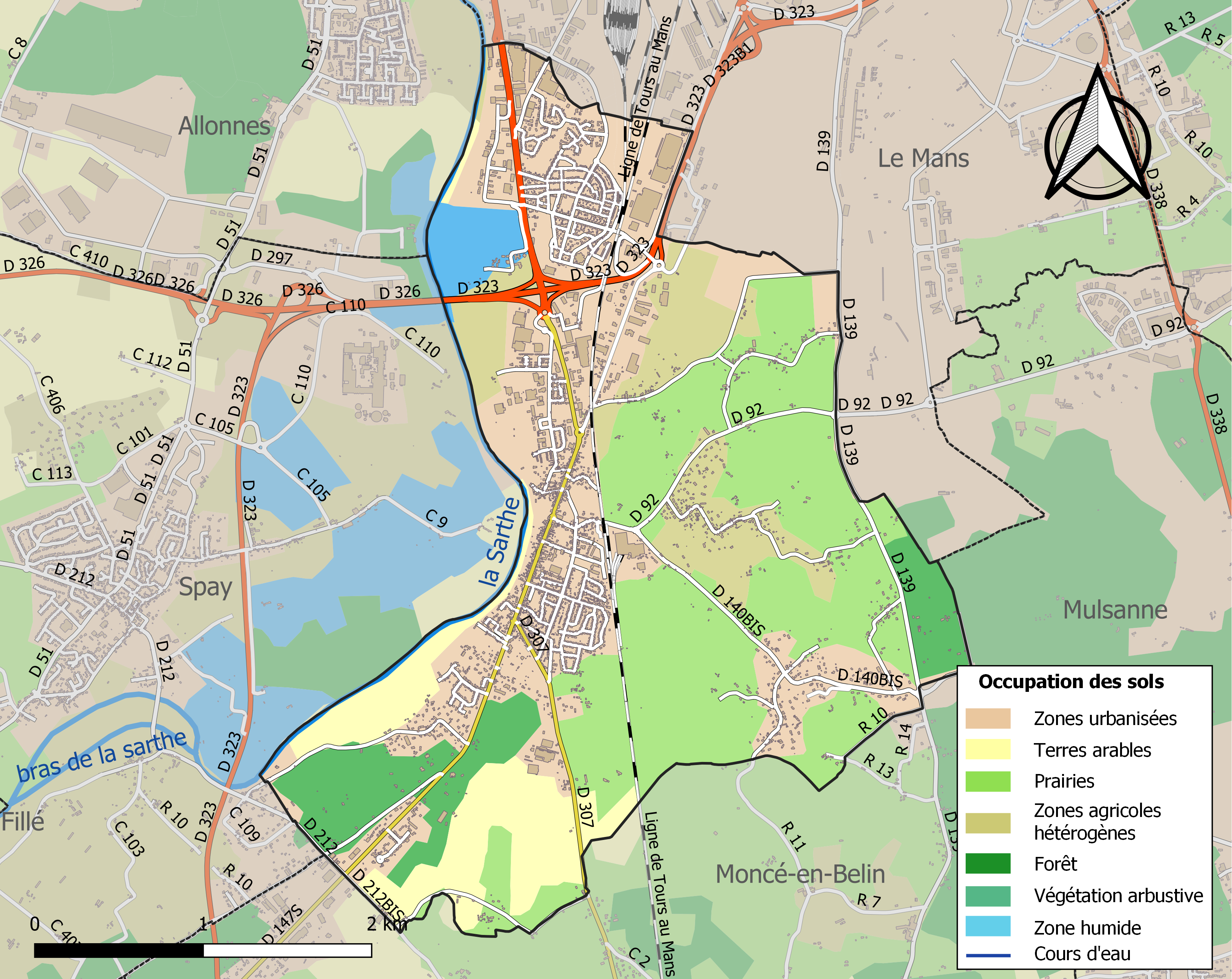
Carte des infrastructures et de l'occupation des sols de la commune en 2018 (CLC).

## Toponymie
La petite histoire dit que bien longtemps avant la création officielle de la commune, les villageois avaient décidé de se débarrasser d'une méchante sorcière en la jetant dans la Sarthe. Mais à l'aide de ses pouvoirs de sorcière, elle sut refaire surface et les villageois effrayés se sont écriés « A' r'nage ! ». Si l'histoire n'est pas avérée, elle est cependant d'une grande poésie. Un très grand carnaval dit « de la sorcière » perpétue aujourd'hui cette légende.
En réalité et de façon moins poétique, le nom d'Arnage vient du latin arena qui signifie « champ de sable ». Il est à noter que le sol de la commune est très sableux.
Le gentilé est Arnageois.

## Histoire
Arnage est créée en 1853 — décret du 4 juin 1853 — par le démembrement des communes de Moncé-en-Belin, Pont-Lieue et Spay. Plus de 280 habitants de Moncé, 230 de Pont-Lieue et 300 de Spay deviennent Arnageois.

## Politique et administration

### Liste des maires
| Période                                  | Période       | Identité         | Étiquette | Qualité |
| ---------------------------------------- | ------------- | ---------------- | --------- | --- |
| Les données manquantes sont à compléter. |               |                  |           | |
| mai 1871                                 | avril 1874    | Alphonse Arable  |           | |
| mai 1874                                 | mai 1908      | Victor Rocher    |           | |
| mai 1908                                 | mai 1921      | Victor Picouleau |           | |
| mai 1921                                 | décembre 1931 | M. Guillot       |           | |
| janvier 1932                             | mai 1945      | Georges Trudelle |           | |
| mai 1945                                 | avril 1950    | Marcel Brière    |           | |
| avril 1950                               | mars 1965     | Rémi Girard      | DVG       | Retraité |
| mars 1965                                | janvier 1966  | Jules Camus      |           | Retraité de la Banque de France Démissionnaire |
| janvier 1966                             | mars 1983     | Maurice Le Mat   | PS        | Garagiste |
| mars 1983                                | mars 2001     | Guy Gautier      | PS        | |
| mars 2001                                | mars 2014     | André Langevin   | PS        | Employé d'assurances Conseiller général du Mans-Sud-Ouest (1994 → 2015)                                                                                         |
| mars 2014                                | novembre 2020 | Thierry Cozic    | PS        | Attaché territorial Sénateur de la Sarthe (2020 → ) 8e vice-président de la CU Le Mans Métropole (2014 → 2020) Démissionnaire après son élection comme sénateur |
| novembre 2020                            | En cours      | Ève Sans         | PS        | Ancienne employée administrative |

### Jumelages
- Hude (de) (Allemagne).
- Kröpelin (Allemagne).

## Démographie
L'évolution du nombre d'habitants est connue à travers les recensements de la population effectués dans la commune depuis 1856. Pour les communes de moins de 10 000 habitants, une enquête de recensement portant sur toute la population est réalisée tous les cinq ans, les populations de référence des années intermédiaires étant quant à elles estimées par interpolation ou extrapolation. Pour la commune, le premier recensement exhaustif entrant dans le cadre du nouveau dispositif a été réalisé en 2007.
En 2022, la commune comptait 5 463 habitants, en évolution de +4,04 % par rapport à 2016 (Sarthe : −0,25 %, France hors Mayotte : +2,11 %).
| 1856 | 1861 | 1866  | 1872  | 1876 | 1881 | 1886 | 1891 | 1896 |
| ---- | ---- | ----- | ----- | ---- | ---- | ---- | ---- | ---- |
| 967  | 994  | 1 038 | 1 027 | 948  | 899  | 867  | 869  | 925  |

| 1901 | 1906 | 1911 | 1921  | 1926 | 1931  | 1936  | 1946  | 1954  |
| ---- | ---- | ---- | ----- | ---- | ----- | ----- | ----- | ----- |
| 926  | 948  | 988  | 1 070 | 969  | 1 062 | 1 189 | 1 505 | 2 301 |

| 1962  | 1968  | 1975  | 1982  | 1990  | 1999  | 2006  | 2007  | 2012  |
| ----- | ----- | ----- | ----- | ----- | ----- | ----- | ----- | ----- |
| 3 315 | 3 697 | 5 004 | 5 367 | 5 600 | 5 565 | 5 229 | 5 177 | 5 143 |

| 2017  | 2022  | - | - | - | - | - | - | - |
| ----- | ----- | - | - | - | - | - | - | - |
| 5 311 | 5 463 | - | - | - | - | - | - | - |

## Économie
Sur le territoire de la commune se trouve l'aérodrome du Mans. Il est géré par la chambre de commerce et d'industrie du Mans et de la Sarthe.
De 1939 à 1947, Gnome et Rhône (devenue Snecma en 1945) implante une usine de construction de moteurs d'avions à proximité de l'aérodrome d'Arnage. L'usine est aujourd'hui occupée en grande partie par l'usine Flowserve (pompes centrifuges) qui est aussi son siège français et emploie environ 285 p et puis à partir de 1958 pour l'autre partie par la société britannique GKN, un équipementier automobile et aéronautique. Après la Snecma, les locaux ont été occupés par les FACEJ (Jeumont), Jeumont-Schneider, Dresser Pompes et IDP (Ingersoll-Dresser Pompes).

## Culture locale et patrimoine

### Lieux et monuments
- Le virage d'Arnage est un virage célèbre sur le circuit des 24 Heures du Mans, au même titre que Mulsanne. Il a donné lui aussi son nom à un modèle d'automobile Bentley[23].
- Église Saint-Gilles.
- Le lac de la Gémerie, d'une surface de 14 hectares, est le seul plan d’eau de l'agglomération mancelle où l'on peut se baigner[24].